# Tourpes
Tourpes is een dorp in de Belgische provincie Henegouwen, en een deelgemeente van de Waalse stad Leuze-en-Hainaut.
Tourpes was een zelfstandige gemeente, tot die bij de gemeentelijke herindeling van 1977 toegevoegd werd aan de gemeente Leuze-en-Hainaut.

## Bezienswaardigheden
- De Sint-Martinuskerk (Église Saint-Martin) is een neoclassicistisch bouwwerk van 1838. Het koor is van omstreeks 1700.

## Natuur en landschap
Tourpes ligt nabij de TGV-lijn van Brussel naar Parijs. De hoogte aan de kerk bedraagt 57 meter.

## Demografische ontwikkeling
- Bronnen:NIS, Opm:1831 tot en met 1970=volkstellingen, 1976= inwoneraantal op 31 december

## Economie
In het dorp is Brouwerij Dupont gevestigd.

## Geboren
- Oscar de Séjournet de Rameignies (1841-1926), senator en burgemeester

## Overleden
- Charles Mauroy (1900-1976), vrederechter

## Nabijgelegen kernen
Leuze-en-Hainaut, Willaupuis, Chapelle-à-Oie, Blicquy, Aubechies, Ellignies-Sainte-Anne

## Externe links

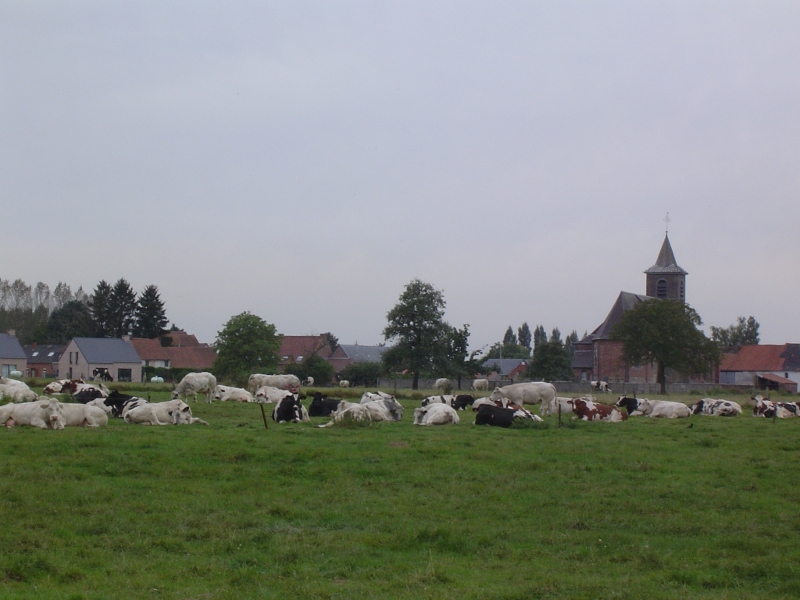
Tourpes